# FunTre
FunTre株式会社（ファントレ）は、東京都新宿区に本社を置く、WEBコンサルティング等の事業を展開する企業である。

## 内容
会社名の由来はFUN（ファン）＝楽しさを、TRADE（トレード）＝交換しようという意味でFunTreとなった。
2011年5月9日に設立され、WEBコンサルティング、WEB集客の教育サービス、海外向けプロモーションのほか、教育事業、保育所の経営、美容院の経営、食品の販売事業を展開する。
各地でマーケティングに関する研修・講演活動を積極的に行っており、群馬マーケティングセンターで「YouTubeを使った集客法」、JA栃木で「スマホを使った簡単な動画作成」、鳥取県地域活性化雇用創造プロジェクト推進協議会で「先端ICT活用中核人材育成プログラム」といった内容で講演している。
2018年に企業主導型保育所として東京・江戸川区に開園した「輝きベビー保育園篠崎」では、待遇面のほかにも、アプリを使った業務の効率化や、掲示物をなくし残業を削減するなど、働きやすくする工夫を実践している。
大前研一が創業し多くの起業家を輩出してきたABSと、合同で起業のノウハウを伝える『ABSビジョンマーケティング講座』を2020年1月に開講した。

## 沿革
- 2011年 FunTre株式会社設立
- 2012年 動画マーケティング事業開始
- 2013年 デジタルマーケティング事業開始
- 2017年
  - 食品事業開始 カスピ海ヨーグルト『ヨーグルトの願い』販売開始
  - 代表 谷田部が東京大学産学連携本部『アントレプレナー道場』メンターに参画[1]
  - 企業内保育園『輝きベビー保育園　瑞江』オープン[7]働き方改革を実施した結果、保育士の応募が4倍以上獲得した保育園となる。[8]
  - アメリカのマーケティングオートメーションソフト（Infusionsoft）日本総合代理店[1]
- 2018年
  - 企業主導型保育所『輝きベビー保育園　篠崎』オープン [9]
  - 東京都から経営革新計画に関わる承認を受ける[10]
- 2019年 日本で初めてのマーケティングのオンライン専門学校（マーケティングカレッジ）オープン[11]
- 2020年 鳥取県より先端ICT活用中核人材育成プログラムに任命[1]